# Hisseåsen
Hisseåsen är ett naturreservat i Katrineholms kommun i Södermanlands län.
Området är naturskyddat sedan 1956 och är 93 hektar stort. Reservatet omfattar en del av en rullstensås bevuxen med tall. I södra delen återfinns ett fornminne.